# Ruido en la música

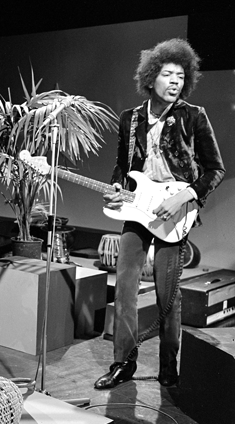
Jimi Hendrix revolucionó el rock y jazz al incorporar ruido a través de técnicas como el feedback, distorsión, wah, fuzz, disonancia y volumen estridente.

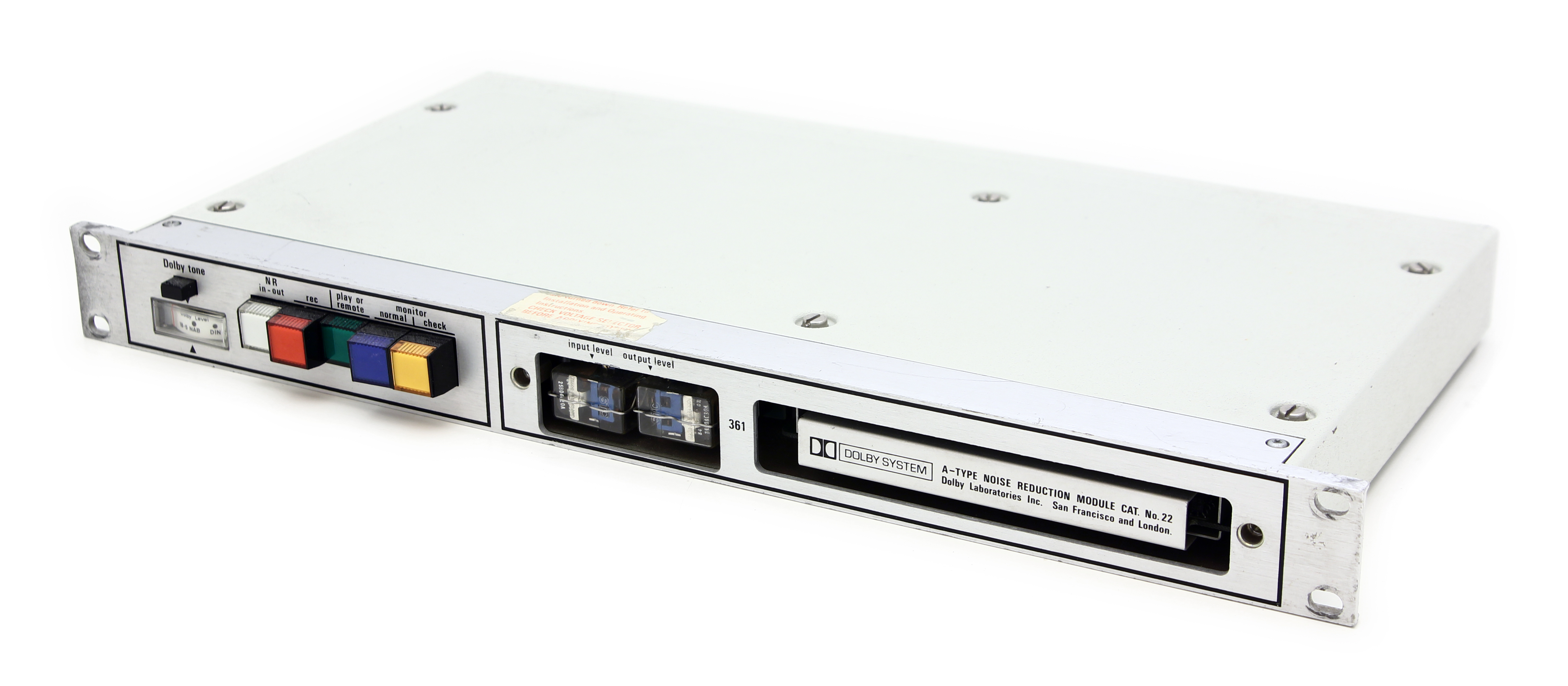
Un módulo Dolby 361 tipo A para la reducción de ruido.

En la música, el ruido es descrito como un sonido sin tono, indeterminado, descontrolado, estridente, no musical e indeseado. El ruido es un componente importante del sonido de la voz humana y de todos los instrumentos musicales, particularmente en instrumentos de percusión de sonido indeterminado y guitarras eléctricas (usando distorsión). Los instrumentos electrónicos crean varios colores de ruido. Usos tradicionales del ruido son irrestrictos, usando todas las frecuencias asociadas con el tono y el timbre, tales como el ruido blanco, componente de un redoble de tambor en una tarola, o los transitorios (sonido de alta amplitud y corta duración al inicio de una onda sonora) presentes en el prefijo (fase inicial, el comienzo de un sonido bastante diferente a la subsiguiente vibración duradera) de los sonidos de algunos tubos de órgano.
La influencia del modernismo a principios del siglo XX condujo a compositores como Edgar Varèse a explorar el uso de sonoridades basadas en el ruido en un conjunto orquestal. En el mismo periodo, el futurista italiano Luigi Russolo creó una "orquesta de ruido" usando instrumentos que llamó intonarumori. Más tarde en el siglo XX, el término noise music se usó para referirse a obras que consistían principalmente en sonidos basados en el ruido.
En un uso más general, el ruido es cualquier sonido o señal indeseada. En este sentido, incluso sonidos que pueden ser percibidos como musicalmente ordinarios, en un contexto diferente se vuelven ruido si interfieren con la recepción de un mensaje deseado por el receptor. La prevención y reducción de sonido indeseado, desde el hiss de las cintas magnéticas hasta chirridos de pedales de bombo, es importante en muchas actividades musicales, pero el ruido también es usado creativamente de diversas maneras, y de alguna forma en casi todos los géneros musicales.

## Definición de ruido
En prácticas musicales convencionales, los sonidos que son considerados no musicales tienden a ser tratados como ruido. Oscilaciones y ondas define al ruido como vibraciones irregulares de un objeto, en contraste con la estructura periódica y en patrón de la música. En general, el profesor de ingeniería eléctrica Bart Kosko, en el capítulo introductorio de su libro Ruido define a éste como una "señal que no nos gusta". Paul Hegarty, un conferencista y músico de noise, asimismo asigna un valor subjetivo al ruido, escribiendo que "el ruido es un juicio, y uno social, basado en la inaceptabilidad, el rompimiento de normas y el miedo a la violencia". El compositor y educador de la música R. Murray Schafer dividió al ruido en cuatro categorías: ruido indeseado, sonido no musical, cualquier sistema estridente, y una perturbación en cualquier sistema de señales.
Respecto a lo que es ruido como opuesto a la música, Robert Fink en El origen de la música: una teoría del desarrollo universal de la música declara que mientras teorías culturales ven la diferencia entre ruido y música como sólo el resultado de fuerzas sociales, hábitos, y costumbres, "en cualquier lugar en la historia vemos hombres haciendo algunas selecciones de algunos sonidos como ruido, otros ciertos sonidos como música, y en el desarrollo general de todas las culturas, esta distinción es hecha alrededor de los mismos sonidos". Sin embargo, el musicólogo Jean-Jacques Nattiez considera nebulosa a la diferencia entre ruido y música, explicando que "La frontera entre música y ruido es siempre culturalmente definida—lo que implica que, incluso en una sola sociedad, esta frontera no siempre pasa por el mismo lugar; en breve, raramente hay un consenso... A fin de cuentas no existe un concepto universal único e intercultural universal que defina lo que podría ser la música".

## Ruido como característica de la música
Tonos musicales producidos por la voz humana e instrumentos musicales acústicos, incorporan ruido en varios grados. La mayoría de las consonantes en el habla humana (por ejemplo, los sonidos f, v, s, z, la th que se pronuncia y la que no, la ch escocesa y alemana) se caracterizan por ruido distintivo, incluso las vocales no están completamente libres de ruido. Los instrumentos de viento incluyen los sonidos de whizzing y hissing del aire al romper contra los bordes de la boquilla, mientras los instrumentos de arco producen sonidos de rozamiento audibles que contribuyen, cuando el instrumento es de baja calidad o el ejecutante es inexperto, a lo que se percibe como un tono pobre. Cuando no son excesivos, la audiencia "se hace sorda a sí misma" a estos ruidos, ingnorándolos.

### Percusión de sonido indeterminado

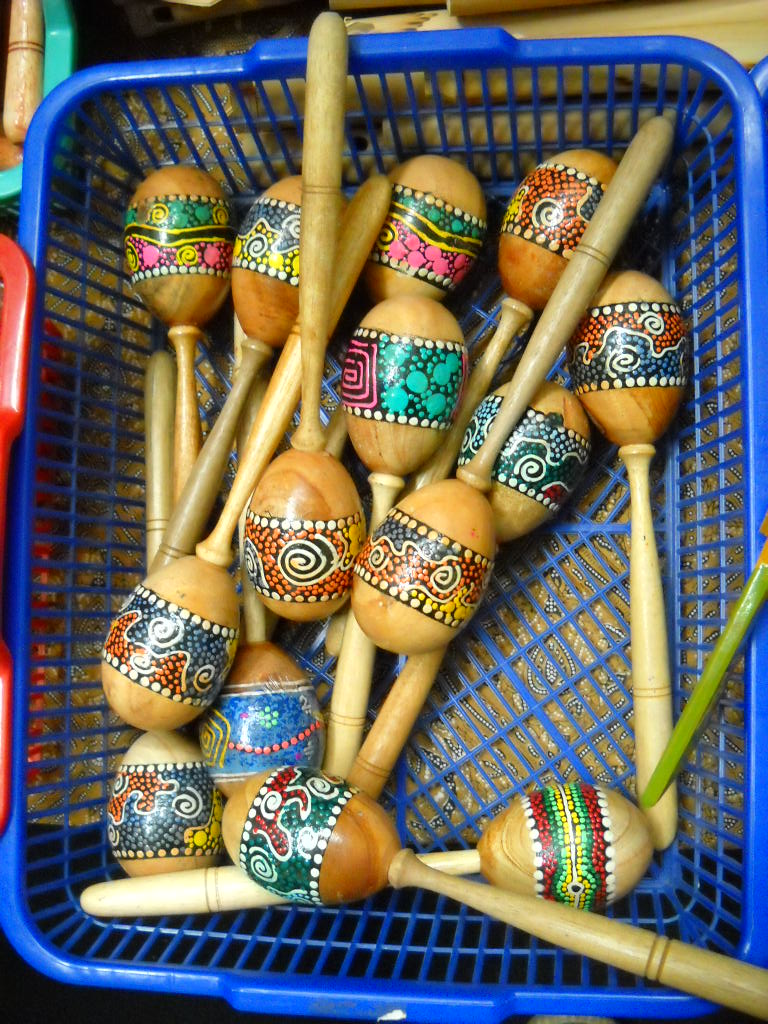
Las Maracas deben su distintivo tono al ruido en su sonido.

Muchos instrumentos de percusión de sonido indeterminado, tales como la tarola o las maracas, hacen uso de la presencia de sonidos aleatorios o ruido para producir un sonido sin algún tono perceptible. Ver timbre. Percusiones sin tonos son típicamente usadas para mantener el ritmo o proveer acentos, y sus sonidos son inconexos con la melodía y armonía de la música. Dentro de una orquesta, a este tipo de instrumentos se les llama percusión auxiliar, y esta subsección de la sección de percusiones incluye a todos los instrumentos de sonido indeterminado de la orquesta, sin importar cómo son tocados, por ejemplo el silbato y la sirena acme.

### Música tradicional

#### Antigüedad
Aunque los instrumentos de percusión generalmente no eran importantes en la música de la antigua Grecia, dos excepciones fueron en la música para danza y ritual de los cultos orgiásticos. Los antiguos instrumentos requeridos proveían un ritmo claramente definido, particularmente la krotala (castañuelas con un sonido seco, sin resonancia) y el kymbala (similar a los crótalos). Los rituales del culto requerían más sonidos excitantes, como aquellos producidos por tambores, platillos, cascabeles, y los rhombos (rombo), los cuales producían un rugido demoníaco particularmente importante en las ceremonias de los sacerdotes de Cibeles. Ateneo (Banquete de los eruditos xiv.38) cita un pasaje de una obra de teatro ahora perdida, Semele, por Diógenes el Trágico, describiendo un acompañamiento de únicamente percusiones para algunos de estos ritos:
Y ahora escucho a la mujer que usa turbante,
Caprichos de la asiática Cibeles,
Las ricas hijas de los frigios, estridentemente sonando
Con tambores, y rombos, y choques de platillos de latón,
Sus manos en concierto golpeándose la una a la otra,
Afluyen un sabio y curativo himno a los dioses.
Una imagen oscura de la función de esta música noise es pintada por Livy en Ab urbe condita xxxix.8–10, escrito a finales del primer siglo AC. él describe a "un griego de condición media... un bajo operador de sacrifcios, y un adivinó... y un maestro de misterios secretos" quienes importaron un culto dionisíaco a Etruria y después a Roma, el cual atrajo un gran número de seguidores. Toda clase de desenfrenos fueron practicados por este culto, incluyendo la violación y 

asesinatos secretos... [donde] los cuerpos ni siquiera podían ser encontrados para su sepultura. Muchos de sus actos audaces fueron consecuencia de la traición, pero muchos de ellos por la fuerza, y esta fuerza era ocultada por fuertes gritos, y el ruido de tambores y platillos, para que ninguno de los gritos proferidos por las personas sufriendo violación o asesinato pudieran ser escuchados afuera.

#### Polinesia
Un género tradicional tahitiano de danza que data desde antes del primer contacto con exploradores europeos es ʻōteʻa, bailado por un grupo de hombres acompañados solamente por un ensamble de tambores. Los tambores consisten en un tambor hecho de un tronco con una abertura llamado tō‘ere (el cual provee el patrón rítmico principal), un tambor vertical de una sola cabeza llamado fa‘atete, un tambor de mano de una sola cabeza llamado pahu tupa‘i rima, y un bombo de dos cabezas llamado tariparau.

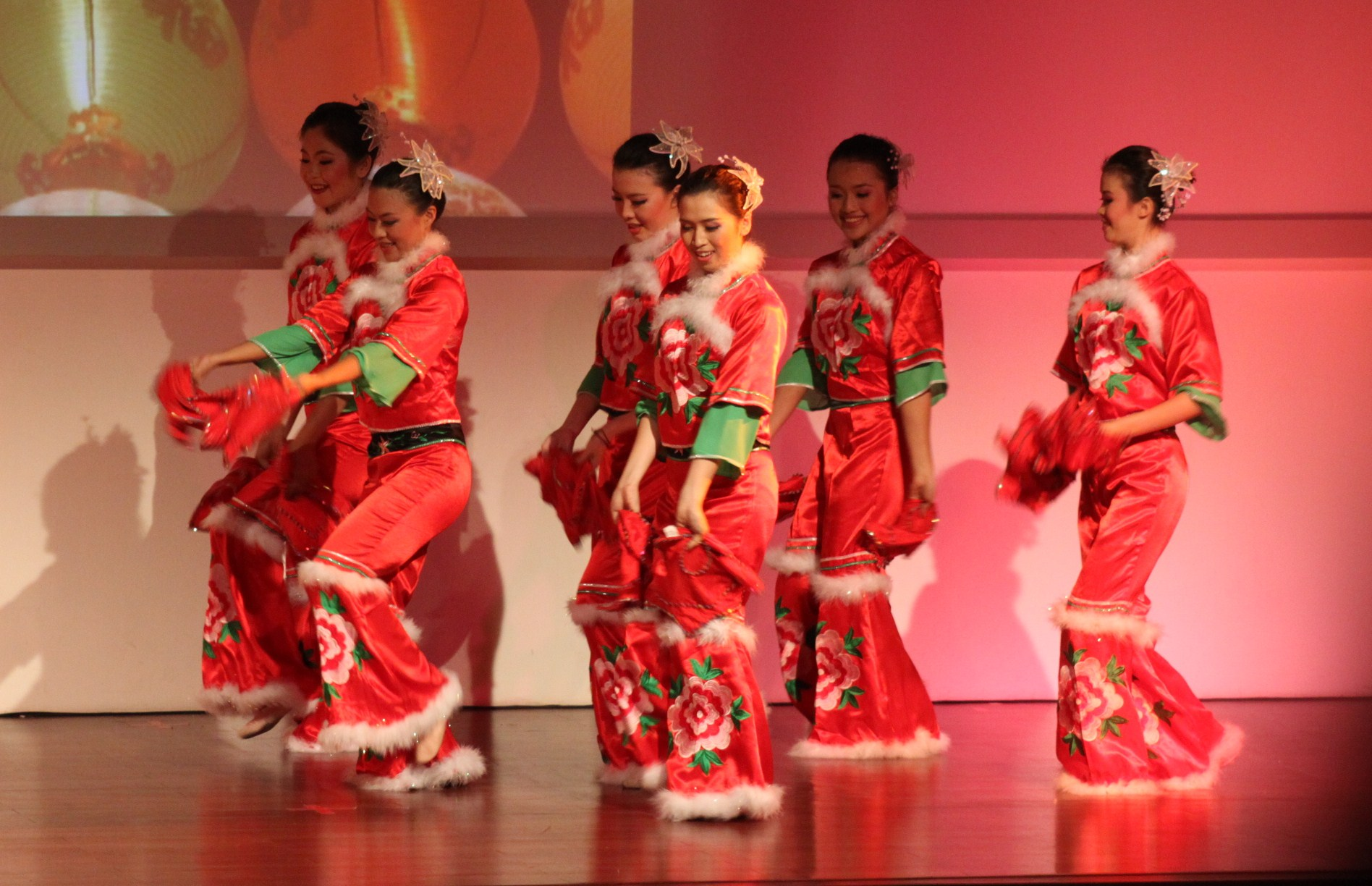
Presentaciones de danza tradicional Yangge son acompañadas por ensambles de percusiones de sonido indeterminado (Grupo de danza Sueño de Mariposa (蝶梦舞团) retratado aquí).

#### Asia
En Shaanxi, en el norte de China, los ensambles de tambores acompañan a la danza yangge, y en el área de Tianjin hay ensambles de percusión para rituales como las asociaciones taoístas de tambores Fagu hui, que a menudo consisten en docenas de músicos. En Corea, un estilo de música folk llamado Nongak (música de granjeros) o pungmul, ha sido ejecutado por varios cientos de años, tanto por ejecutantes locales como por bandas profesionales en giras de conciertos y festivales. Es música estridente destinada para presentaciones al aire libre, interpretada en instrumentos de percusión como los tambores llamados janggu y puk, y los gongs ching y kkwaenggwari. Se originó en simples ritmos de trabajo para asistir las tareas repetitivas llevadas a cabo por los trabajadores del campo.

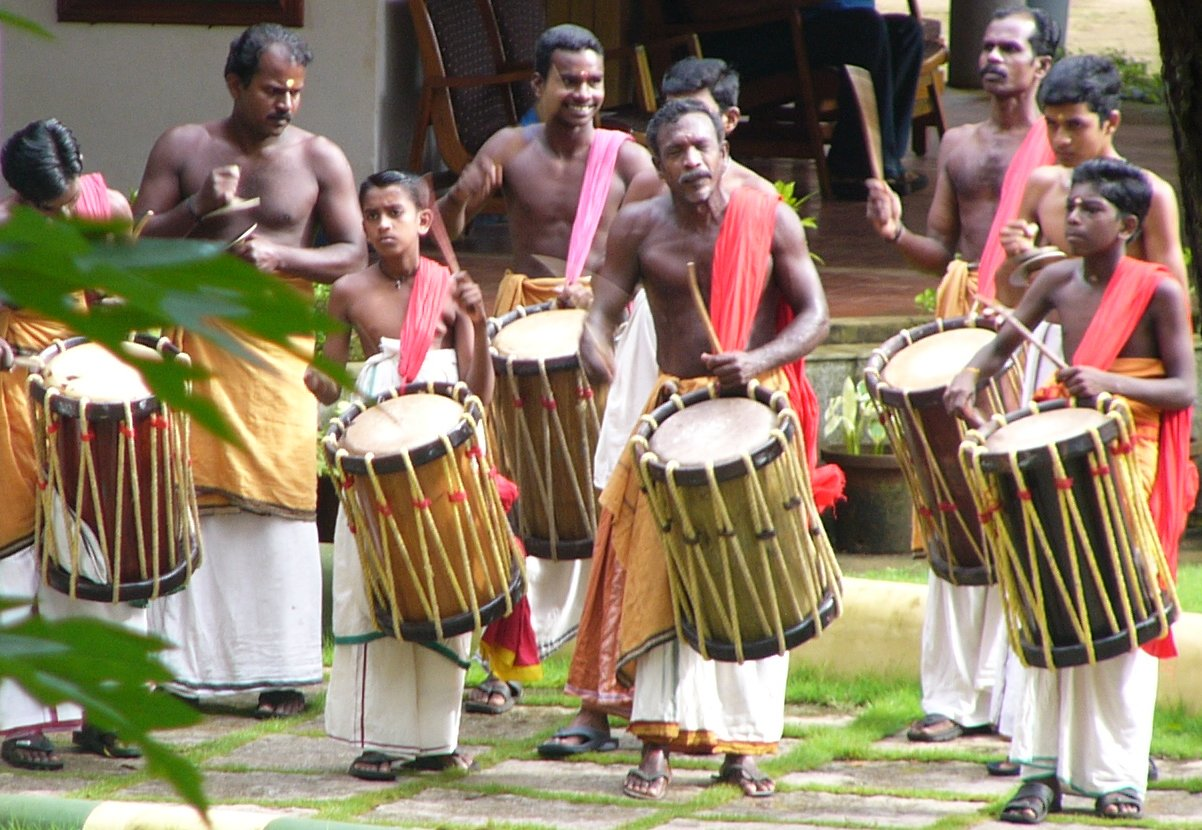
Ensamble de músicos de chenda y elathalam.

La música de Asia del Sur coloca un énfasis especial en los tambores, cuya ejecución está libre de funcionar principalmente como un ritmo que lleva el tempo, a diferencia de otras partes del mundo. En India del Norte, bandas procesionales seculares tienen un importante rol en desfiles festivos civiles y procesiones bārāt guiando una fiesta de boda del novio a la casa de la novia o a la sala donde la boda se llevará a cabo. Estas bandas varían en estructura, dependiendo de los recursos de las familias que los emplean y de la moda cambiante sobre el tiempo, pero la instrumentación esencial es un pequeño grupo de percusionistas, usualmente tocando un tambor de marco (ḍaphalā), un gong, y un par de timbales (nagāṛā). Familias más acomodadas añaden caramillos (shehnai) a la percusión, mientras que la mayoría de las familias afluentes que también prefieren una imagen más moderna o elegante tal vez reemplacen al tradicional ensamble con una banda de metales. La música carnática del sur de la India incluye una tradición de música de templo instrumental en el estado de Kerala, llamada kṣētram vādyam. Incluye tres géneros principales, todos enfocadas en el ritmo usando percusiones de tono indeterminado. Thayambaka en particular es un género virtuoso sólo para percusiones de tono indeterminado: un tambor cilíndrico solista de dos cabezas llamado chenda, tocado con un par de palos, y acompañado por otro chenda y elathalam (par de platillos). Los otros dos géneros, panchavadyam y pandi melam añaden instrumentos de viento al ensamble, pero solo como acompañamiento a los tambores y platillos principales. Una pieza de panchavadyam típica dura alrededor de una hora, mientras que una presentación de pandi melam tal vez dure alrededor de cuatro horas.

#### Turquía

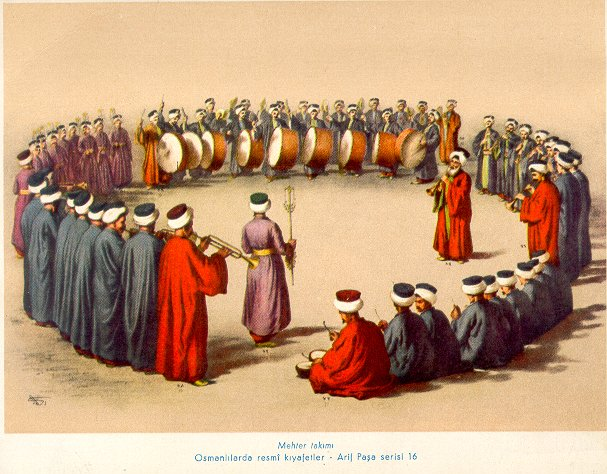
Mehterân turcos, o banda de jenízaros.

Los cuerpos militares jenízaros de Turquía habían incluido desde el siglo XIV bandas llamadas mehter o mehterân, las cuales, como muchas otras primeras bandas militares en Asia, incluían una gran proporción de tambores, platillos, y gongs, junto con trompetas y chirimías. El alto nivel de ruido era pertinente de su función en el campo de batalla para inspirar a los soldados. El enfoque en estas bandas estaba en la percusión. Un mehterân completo podía incluir varios bombos, múltiples pares de platillos, pequeños timbales, triángulos, panderetas, y uno o más chinescos.

#### Europa
A través de visitas de embajadas turcas y otros contactos, los europeos adquirieron fascinación con el "bárbaro", ruidoso sonido de estas bandas, y un número de cortes europeas estableció ensambles "turcos" militares a finales del siglo XVII y principios del siglo XVIII. La música tocada por estos ensambles, sin embargo, no era auténtica música turca, sino composiciones en el prevalente estilo europeo. El entusiasmo general rápidamente se expandió a la ópera y orquestas de concierto, donde la combinación de bombos, platillos, panderetas, y triángulos fue colectivamente referida como "música turca". Los ejemplos mejores conocidos de esto incluyen la Sinfonía No. 100 de Haydn, la cual adquiere su apodo, "El militar", por su uso de estos instrumentos, y las tres obras de Beethoven: la sección de "alla marcia" del final de su Sinfonía No. 9 (un bosquejo inicial dice: "final de la Sinfonía con música turca"), "La victoria de Wellington"—o Wellingtons Sieg—con efectos pintorescos de sonido (los bombos son designados como "cañones", los tambores laterales representan las tropas oponentes de soldados, y las matracas el sonido del disparo de los rifles), y la "Marcha turca" (con los esperados bombos, platillos, y triángulos) y el "Coro de los derviches" de su música incidental para Las ruinas de Atenas, donde se requiere el uso de varios disponibles instrumentos ruidosos: castañuelas, platillos, etcétera. Al final del siglo XVIII, el batterie turque se había vuelto tan elegante que instrumentos de teclas eran ajustados con dispositivos para simular el bombo (un mazo con una cabeza acolchada golpeando la espalda de la caja de resonancia), platillos (tiras de cobre golpeando las cuerdas graves), y el triángulo y campanas (pequeños objetos de metal golpeados por varillas). Incluso cuando no eran empleados instrumentos de percusión, ciertos "trucos" alla turca fueron usados para imitar estos efectos percusivos. Ejemplos incluyen el "Rondo alla turca" de la Sonata para piano, K. 331 de Mozart, y parte del final de su concierto para violín, K. 219.

##### Clave, piano, y órgano

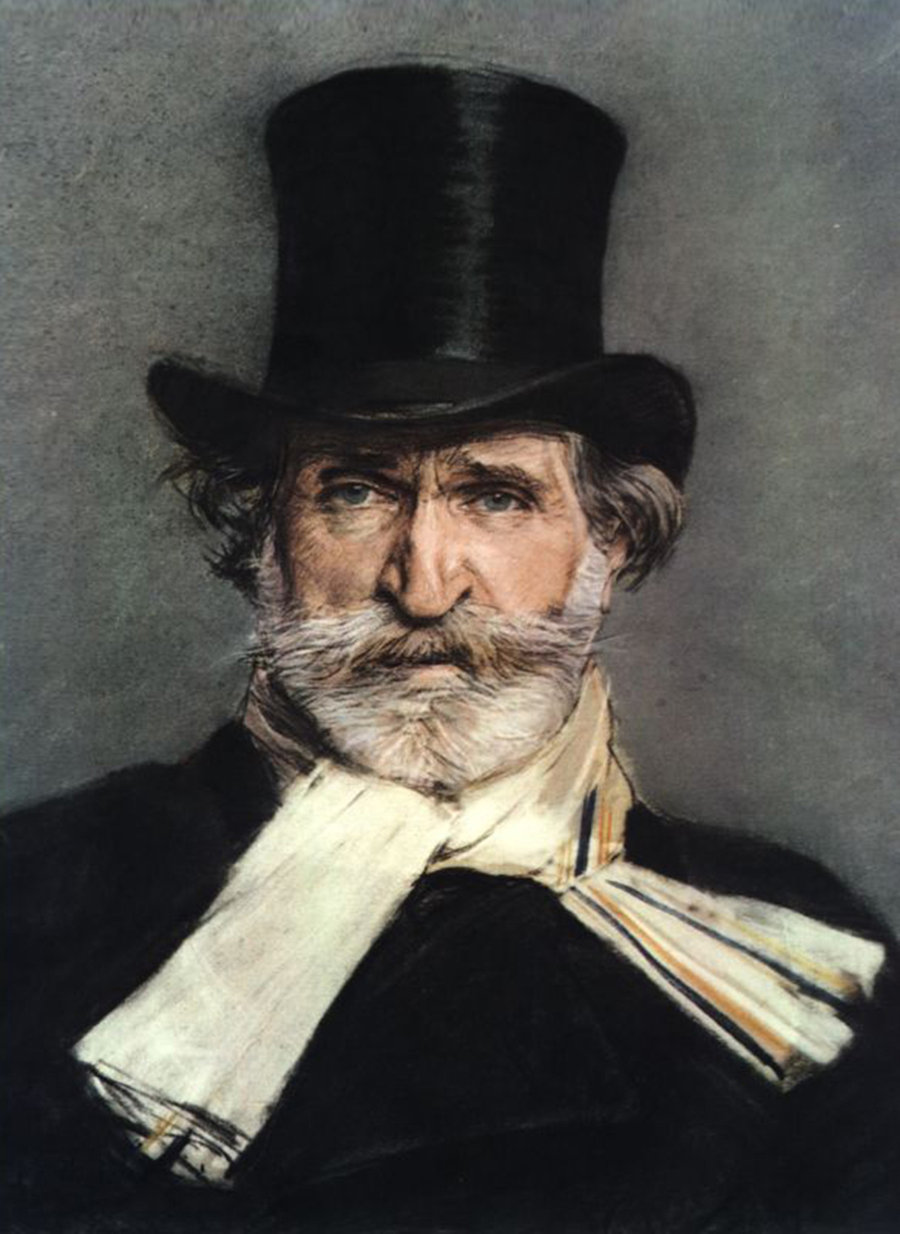
Giuseppe Verdi, quien usó ruido en la forma de un tono de clúster en Otello.

Más o menos al mismo tiempo que la "música turca" estaba poniéndose de moda en Europa, una moda por música programática de teclado abrió el camino para la introducción de otra clase de ruido en la forma del clúster de teclado, tocado con el puño, la palma de la mano, antebrazo, o incluso un objeto auxiliar colocado en el teclado. En la clave y el piano, este objeto era encontrado principalmente en piezas de "batalla", donde era usado para representar el disparo del cañón. El caso más temprano fue de Jean-François Dandrieu, en Les Caractères de la guerre (1724), y por los siguientes cien años permaneció predominantemente como una característica francesa, con ejemplos de Michel Corrette (La Victoire d'un combat naval, remportée par une frégate contre plusieurs corsaires réunis, 1780), Claude-Bénigne Balbastre (March des Mar seillois, 1793), Pierre Antoine César (La Battaille de Gemmap, ou la prise de Mons, ca. 1794), y Jacques-Marie Beauvarlet-Charpentier (Battaille d'Austerlitz, 1805). En 1800, Bernard Viguerie introdujo el sonido a la música de cámara en la parte de teclado de un trío para piano titulado La Bataille de Maringo, pièce militaire et historique. La última vez que este efecto pianístico de "cañón" fue usado antes del siglo XX fue en 1861, en una representación de la entonces reciente Batalla de Manassas en una pieza del virtuoso pianista afroamericano "Blind Tom" Bethune, una pieza que también incluyó ruidos de efectos sonoros vocalizados.
Los clústers fueron también usados en el órgano, donde probaron ser más versátiles (o sus compositores más imaginativos). Su uso más frecuente en este instrumento era para evocar el sonido del trueno, pero también para retratar sonidos de batalla, tormentas en el mar, terremotos, y escenas bíblicas como la caída de los muros de Jericó y las visiones del apocalipsis. El ruidoso sonido, sin embargo, permaneció como un efecto sonoro especial, y no estaba integrado en la textura general de la música. Los primeros ejemplos del "trueno del órgano" son de descripciones de improvisaciones de Abbé Vogler en el último cuarto del siglo XVIII. Su ejemplo fue rápidamente imitado por Justin Heinrich Knecht (Die durch ein Donerwetter [sic] unterbrochne Hirtenwonne, 1794), Michel Corrette (quién empleó un palo de madera en la pedalera y su codo en las notas más graves del teclado durante algunas improvisaciones), y también en obras compuestas por Guillaume Lasceux (Te Deum: "Judex crederis", 1786), Sigismond Neukomm (A Concert on a Lake, Interrupted by a Thunderstorm), Louis James Alfred Lefébure-Wély (Scène pastorale, 1867), Jacques Vogt (Fantaisie pastorale et orage dans les Alpes, ca. 1830), y Jules Blanc (La procession, 1859). El compositor más notable del siglo XIX en usar tales clústers de órgano fue Giuseppe Verdi. La música de tormenta que abre su ópera Otello (1887) incluye un clúster de órgano (Do, Do #, Re) que es también la duración más larga anotada en cualquier textura musical escrita.

##### Cuerdas frotadas

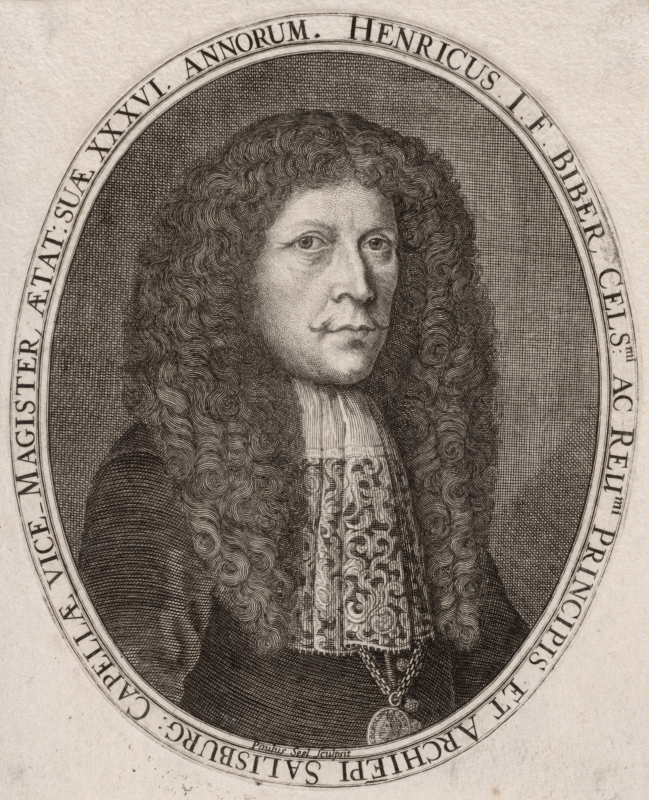
Heinrich Ignaz Franz Biber introdujo ruidos en su música para cuerdas para efectos programáticos.

Efectos percusivos en imitación de tamborileo habían sido introducidos a instrumentos de cuerdas frotadas a inicios del siglo XVII. El uso más temprano de col legno (golpear ligeramente las cuerdas con la parte posterior del arco) es encontrado en la Primera parte de Ayres de Tobias Hume para viola da gamba sin acompañamiento (1605), en una pieza titulada Harke, Harke. Carlo Farina, un violinista italiano activo en Alemania, también uso col legno para imitar el sonido de un tambor en su Capriccio stravagante para cuatro instrumentos de cuerda (1627), donde también usó recursos como el glissando, tremolo, pizzicato, y sul ponticello para imitar los ruidos de animales de corral (gato, perro, gallina). Más tarde en este siglo, Heinrich Ignaz Franz Biber, en ciertos movimientos de Battalia (1673), añadió a estos efectos el recurso de colocar una hoja de papel bajo la cuerda de La del contrabajo, para imitar el seco traqueteo de una tarola, y en "Die liederliche Gesellschaft von allerley Humor" de la misma pieza programática de batalla, superimpuso ocho diferentes melodías en diferentes tonalidades, produciendo en ciertos lugares densos clústers orquestales. También usa el chasquido percusivo del fortissimo pizzicato para representar disparos de pistolas.
Un aspecto importante de todos estos ejemplos de ruido en la música europea de teclado y cuerdas antes del siglo XIX es que son usados como efectos de sonido en música programática. Sonidos que probablemente causarían ofensa en otros contextos musicales se vuelven aceptables por su función ilustrativa. Con el tiempo, su efecto evocativo fue debilitado al mismo tiempo que se incorporaron de manera más general en contextos musicales abstractos.

##### Orquestas
Orquestas continuaron usando ruido en la forma de una sección de percusiones, lo que se expandió a través del siglo XIX: Berlioz fue quizás el primer compositor que investigó profundamente los efectos de diferentes mazos en el color del tono del timbal. Sin embargo, antes del siglo XX, los instrumentos de percusión tenían un papel menor en la música orquestal y servían principalmente como puntuación, para resaltar pasajes, o por novedad. Para la década de 1940, algunos compositores fueron influenciados por música no occidental así como por el jazz y la música popular, y comenzaron a incorporar marimbas, vibráfonos, xilófonos, campanas, gongs, platillos, y tambores.

##### Música vocal
En la música vocal, ruidosas sílabas sin sentido fueron usadas para imitar tambores de batalla y disparos de cañón mucho antes de que Clément Janequin hiciera famosos estos recursos en su chason (canción) programática La bataille (La batalla) en 1528. Presentaciones de sonido indeterminado o semi-indeterminado fueron introducidas a la composición formal en 1897 por Engelbert Humperdinck, en la primera versión de su melodrama, Königskinder. Se cree que este estilo de presentación fue usado previamente por cantantes de lied y canciones populares. La técnica es mejor conocida, sin embargo, por composiciones tardías de Arnold Schönberg, quien la introdujo para solos de voces en sus obras Gurrelieder (1900–11), Pierrot Lunaire (1913), la ópera Moisés und Aarón (1930–32), y para el coro en Die Glückliche Hand (1910–13). Compositores tardíos que han usado de manera prominente este recurso son Pierre Boulez, Luciano Berio, Benjamin Britten (in la ópera Muerte en Venecia, 1973), Mauricio Kagel, y Wolfgang Rihm (en su ópera Jakob Lenz, 1977–78, entre otros trabajos). Un conocido ejemplo de este estilo de ejecución en la música popular fue la representación del profesor Henry Higgins hecha por Rex Harrison en My Fair Lady. Otra forma de música vocal de sonido indeterminado es el coro hablado, representado de manera prominente en la obra Fuga geográfica de 1930, escrita por Ernst Toch, un ejemplo de la Gebrauchsmusik que estaba de moda en la Alemania de ese tiempo.

##### Música de máquinas

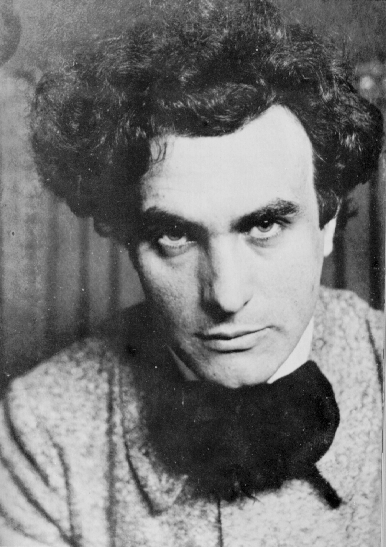
Edgar Varèse, quien exploró el ruido en un conjunto orquestal.

En la década de 1920 surgió una moda por componer lo que se llamaba "música de máquinas"—la representación en la música de sonidos de fábricas, locomotoras, barcos de vapor, dínamos, y otros aspectos de reciente tecnología que reflejaban la vida modera y urbana, y apelaban al entonces prevalente espíritu de objetividad, desapego, y franqueza. Obras representativas de este estilo, el cual incluye ritmos motores e insistentes, un alto nivel de disonancia, y a menudo grandes baterías de percusión, son el Ballet mécanique (1923–25) de George Antheil, Pacific 231 (1923) de Arthur Honegger,  el ballet Le pas d'acier (El salto de acero, 1925–26) de Serguéi Prokófiev, Iron Foundry (Fundición de hierro, un episodio orquestal del ballet Steel, 1926–27) de Alexander Mosólov, y el ballet Caballo de vapor de Carlos Chávez, también titulado HP (Horsepower, 1926–32). Esta tendencia alcanzó su ápice en la música de Edgar Varèse, quien compuso Ionisation en 1931, un "estudio en sonoridad y ritmo puros" para un ensamble de 35 instrumentos de percusión de sonido indeterminado.

##### Ensambles de percusión
Siguiendo el ejemplo de Varèse, otras importantes obras para ensamble de percusión fueron compuestas en las décadas de 1930 y 1940: el Ostinato Pianissimo (1934) de Henry Cowell combina instrumentos de percusión de América Latina, Europa y Asia; First Construction (in Metal) de John Cage, emplea hojas de trueno (delgadas hojas de metal) con diferentes afinaciones, frenos de tambor, gongs, y gongs de agua; la Toccata for Percussion (1943) de Carlos Chávez, requiere que seis músicos toquen un gran número de tambores europeos y latinoamericanos junto con otros instrumentos de percusión de sonido indeterminado con unos pocos instrumentos afinados como el xilófono, campanas tubulares, y glockenspiel; Lou Harrison, en trabajos como los Canticles Nos. 1 y 3 (1940 and 1942), Song of Queztalcoatl (1941), Suite para percusión (1942), y —en colaboración con John Cage—Double Music (1941) exploró el uso de instrumentos "encontrados", tales como tambores de freno, macetas, y pipas de metal. En todos estos trabajos, elementos como el timbre, textura, y ritmo tomaron precedencia sobre los usuales conceptos occidentales de armonía y melodía.

### Música vanguardista y experimental

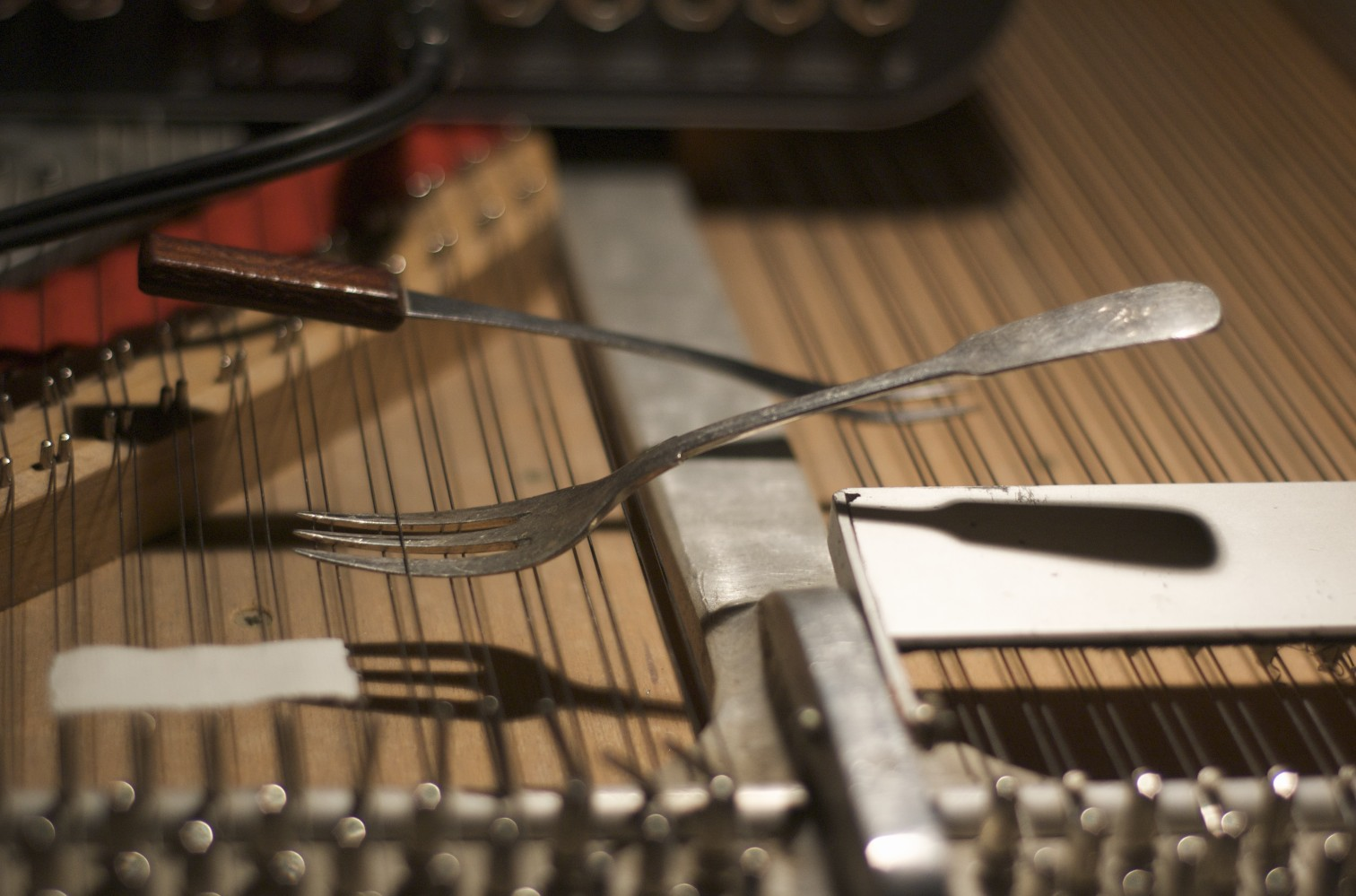
Piano preparado.

El uso del ruido fue central en el desarrollo de la música experimental y vanguardista a mitad del siglo XX. El ruido fue usado en maneras nuevas e importantes.
Edgar Varèse retó los conceptos tradicionales de sonidos musicales y no musicales, y en lugar de ello incorporó sonoridades basadas en el ruido a su obras, a lo que él se refirió como "sonido organizado". Varèse declaró que "para tercos oídos condicionados, cualquier cosa nueva en la música ha sido siempre llamado ruido", y planteó la pregunta, "¿qué es la música sino ruidos organizados?".
En los primeros años siguientes a la Primera Guerra Mundial, Henry Cowell compuso un número de piezas para piano que incluían clústers y manipulación directa de las cuerdas del piano. Una de estas, titulada The Banshee (1925), cuenta con sonidos deslizantes y chillidos, sugiriendo el terrorífico llanto de la banshee del folclore irlandés.
En 1938, para una composición de danza, John Cage inventó el piano preparado, produciendo tonos transformados y coloridos sonidos indeterminados del piano. Le siguieron muchas variaciones, tales como la guitarra preparada. En 1952, Cage escribió el 4′33″, donde no hay un sonido deliberado en lo absoluto, sino sólo cualquier sonido de fondo que ocurra durante la ejecución.
Karlheinz Stockhausen empleó ruido en sus composiciones vocales, como en Momente (1962–64/69), donde los cuatro coros aplauden, hablan, y arrastran sus pies, para mediar entre sonidos instrumentales y vocales así como también incorprar sonidos normalmente emitidos por la audiencia.
Robert Ashley usó el feedback de audio (retroalimentación acústica) en su pieza vanguardista The Wolfman (1964) creando un aullido entre el micrófono y el altoparlante y cantando en el micrófono de una manera que modulara la retroalimentación con su voz.

### Música electrónica

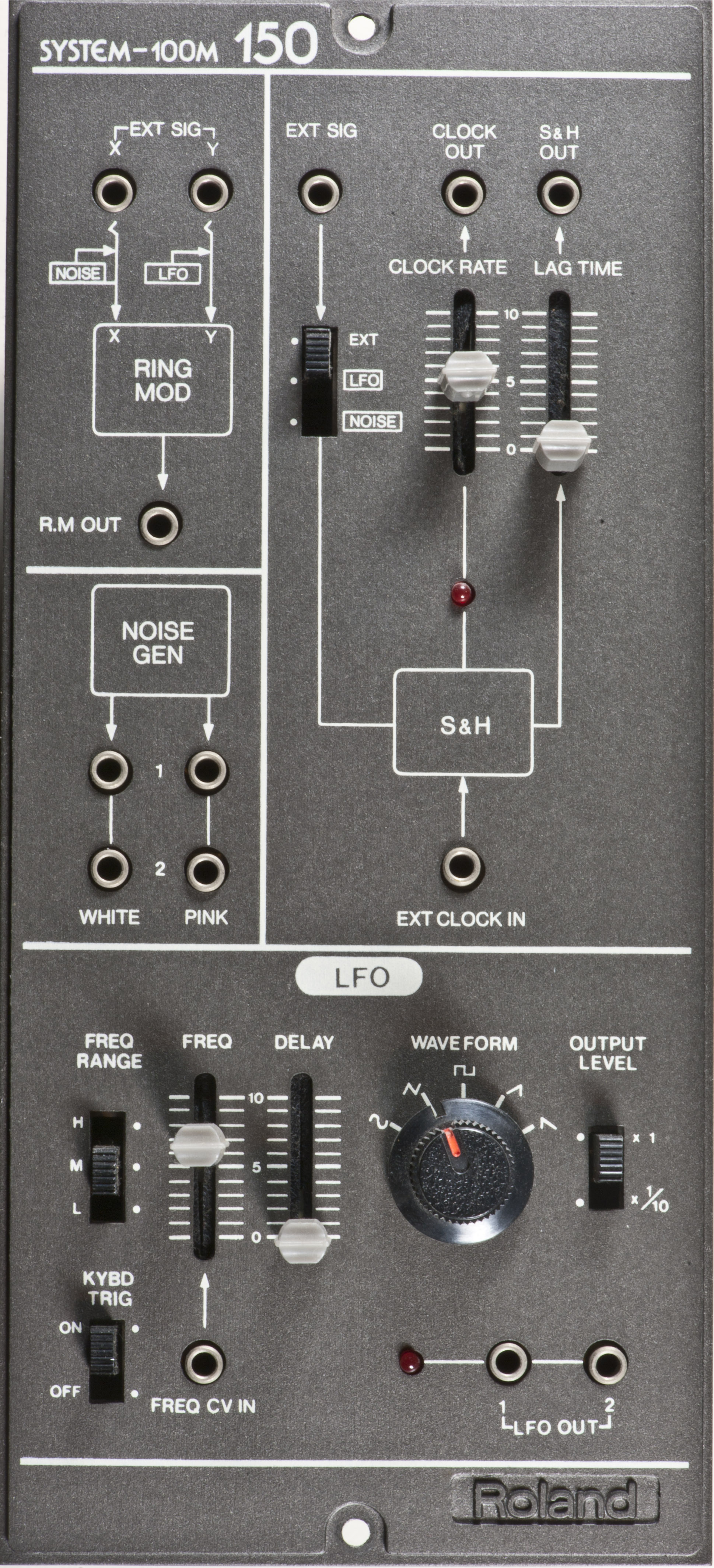
Sintetizador modular Roland System-100M con modulador de anillo, generador de ruido, sample & hold (muestrear y mantener), LFO.

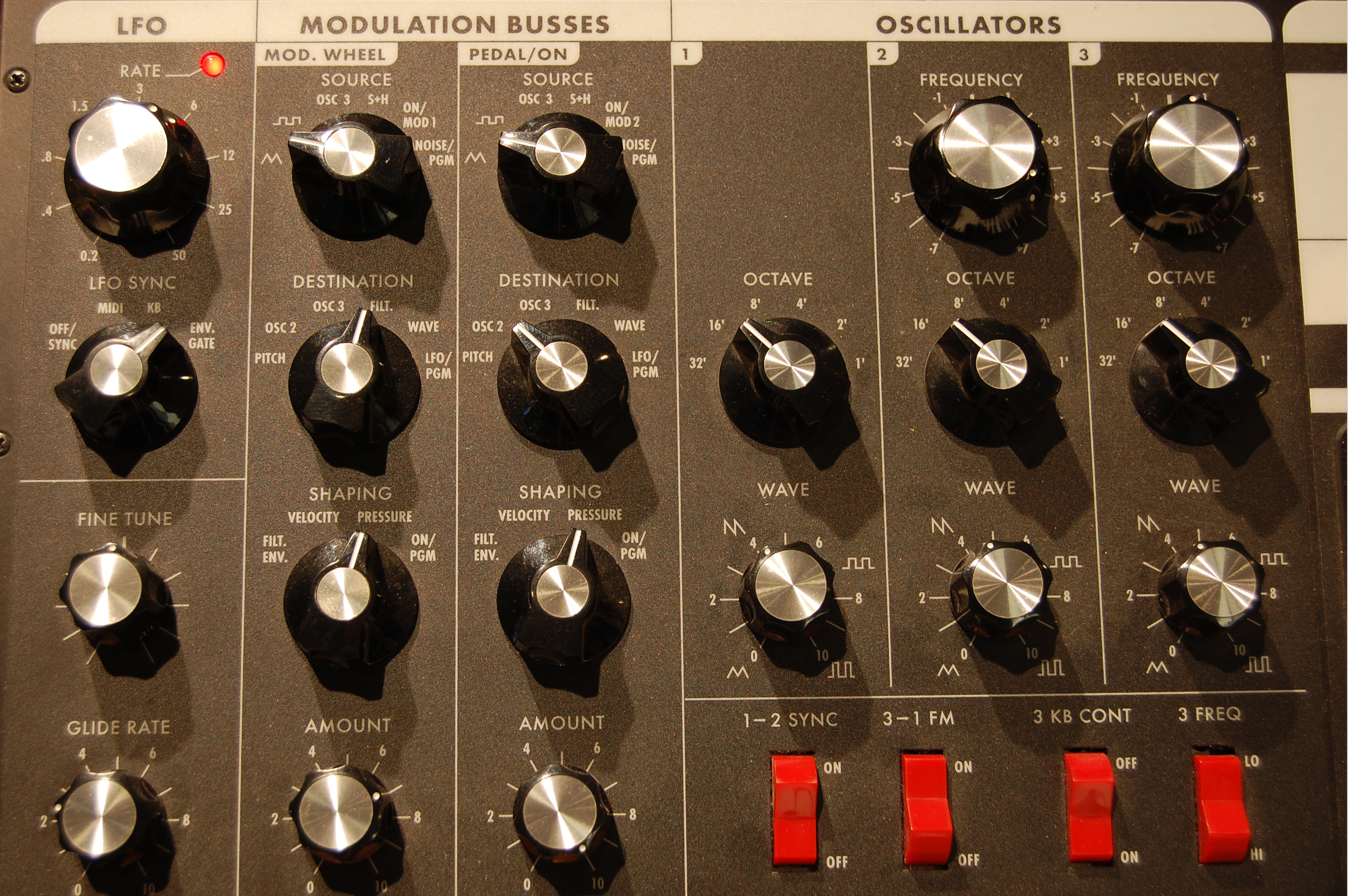
Algunos de los controles del Minimoog Voyager. Nota la opción NOISE/PGM (RUIDO/PGM) en los diales superiores que controlan la modulación de los buses.

El ruido es usado como material básico tonal en la música electrónica.
Cuando tonos senoidales de frecuencia pura fueron sintetizados por primera vez en timbres complejos, empezando en 1953, combinaciones usando relaciones inarmónicas (ruidos) fueron usadas más veces que las armónicas (tonos). Los tonos fueron vistos como una analogía de las vocales, y los ruidos con las consonantes en el habla humana, y como la música tradicional había enfatizado los tonos casi exclusivamente, los compositores de música electrónica vieron un ámbito de exploración junto con la continua expansión de tonos simples y puros (senoidales) a ruido blanco (la más densa superposición de todas las frecuencias audibles)—es decir, de fenómenos sonoros enteramente perdiódicos a enteramente no perdiódicos. En un proceso opuesto a la construcción de tonos senoidales en complejos, el ruido blanco pudo ser filtrado para producir sonidos con diferentes anchos de banda, llamados "ruidos de color", tales como los sonidos del habla representados en inglés por las letras sh, f, s, o ch. Un ejemplo temprano de una composición electrónica compuesta enteramente por la filtración del ruido blanco con este método es Scambi (Intercambios) de Henri Pousseur, realizada en el Studio di Fonologia en Milán en 1957.
A finales de los años ochenta, las máquinas electrónicas de ruido blanco se volvieron comercialmente disponibles. Estas son usadas solas para proveer un agradable ruido de fondo y para enmascarar ruido desagradable, un rol similar a la convencional música de fondo. Este uso puede tener aplicaciones médicas en el caso de individuos luchando con sobreestimulación o trastorno de procesamiento sensorial. También, el ruido blanco es a veces usado para enmascarar ruidos repentinos en instalaciones donde se practica experimentación con animales.

### Música rock

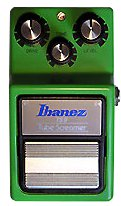
Ibanez Tube Screamer TS9, ejemplo de un pedal overdrive.

Mientras que la guitarra eléctrica fue originalmente diseñada para ser simplemente amplificada y reproducir su sonido con mayor volumen, los guitarristas rápidamente descubrieron las posibilidades creativas del uso del amplificador para modificar el sonido, particularmente con extremas configuraciones de los controles de tono y volumen.
La distorsión fue producida al principio simplemente sobrecargando el amplificador para inducir clipping (distorsión de onda), resultando en un tono rico en armónicos y también en ruido, produciendo a su vez un rango dinámico de compresión y sustain (a veces destruyendo el amplificador). Dave Davies de The Kinks tomó esta técnica para su lógica conclusión de alimentar la salida de un amplificador de guitarra de 60 watts directamente a la entrada de guitarra de un segundo amplificador. La popularidad de estas técnicas rápidamente resultó en el desarrollo de dispositivos electrónicos como el pedal de fuzz para producir efectos similares pero más controlados y en mayor variedad. Dispositivos de distorsión también evolucionaron a potenciadores de voz, unidades de efectos que dan más potencia a la voz electrónicamente, incluyendo la adición de aire (ruido o distorsión o ambos). La distorsión de guitarra es a menudo realizada a través del uso de feedback (retroalimentación), overdrive, fuzz y pedales de distorsión. Los pedales de distorsión producen un tono más crujiente y rasposo que los de overdrive.
Aparte de la distorsión, los músicos de rock han usado el feedback de audio o retroalimentación, lo que normalmente es indeseable.  El uso del feedback fue usado iniciado por músicos como John Lennon de The Beatles, Jeff Beck de The Yardbirds, Pete Townshend de The Who, y Jimi Hendrix. Hendrix pudo controlar el feedback y volverlo una cualidad musical, y su uso del ruido ha sido descrito como "esculpido - líquido y fuego expertamente formado en medio del aire como si fuera un soplador de vidrio". Otras técnicas usadas por Hendrix incluyen la distorsión, wah, fuzz, disonancia, y volumen estridente.

### Jazz
A mediados de los años sesenta, el jazz comenzó a incorporar elementos de la música rock, comenzando con la distorsión y el feedback, parcialmente debido a los esfuerzos de Jimi Hendrix, quien tenía fuertes lazos con el jazz. La banda MC5 de proto-punk también usó feedback y volumen alto, inspirados por el movimiento de avant-garde jazz. Entre los músicos de jazz que incorporaron elementos de ruido, feedback y distorsión se encuentran Bill Frisell, David Krakauer Cecil Taylor, Gábor Szabó, Garnett Brown, Grachan Moncur III, Jackie McLean, John Abercrombie, John McLaughlin, Joseph Bowie, Larry Coryell, McCo Tyner, Ornette Coleman, Pat Metheny, Phil Minton, Roswell Rudd, y Scott Henderson.

### Hip hop

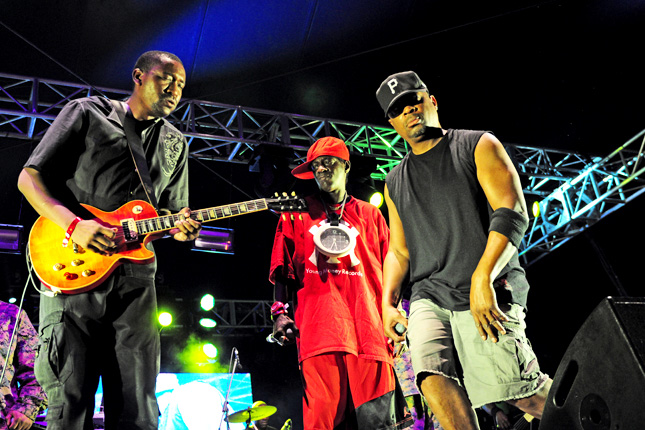
Public Enemy, apoyados por The Bomb Squad, usó ruido para hacer declaraciones políticas a través de la música, e influenció una década de hip hop y rock.

Desde sus orígenes en el Bronx durante la década de los setenta, el hip hop ha sido asociado con el ruido. El autor Mark Katz explica que "para lo DJs pioneros del hip hop, el simple hecho de existir en el Bronx era experimentar ruido cercano y constante. Pero los DJs hicieron más que experimentar el ruido, lo crearon, y a través de sus masivos sistemas de sonido, indeleblemente formaron el paisaje sonoro del Bronx". De acuerdo con Katz, el uso de sistemas de sonido estridentes y extravagantes comunicaba poder y control territorial. Más aún, técnicas como el scratching son una expresión de transgresión. Como el hacer scratching sobre un vinilo lo daña, al igual que el arte visual del grafiti, el scratching es una forma de vandalismo. "Su celebración del ruido", escribe Katz, "y sin duda parte del placer que le trajo a los DJs vino de saber que le molestaba a las pasadas generaciones". El académico William Jelani Cobb declara que "aunque el género siempre será descartado por muchos como ruido impetuoso y monótono, la verdad es que el hip hop ha experimentado un asombroso arreglo de transformaciones líricas y musicales". El académico Ronald Radano escribe que "ningún término en el léxico moderno transmite de manera más vívida los poderes de autenticidad y resistencia de la música afroamericana que la figura de 'ruido'. En el lenguaje del hip hop, 'ruido', específicamente el 'ruido negro', es aquella intuición especial interna, la anti-filosofía que emerge del frente y centro a través del sonido de ataque del rap". Radano encuentra la apariencia del "ruido negro" casi en todas partes en las "repeticiones transnacionales de la oposición rap", pero subraya que a pesar de su naturaleza global, el ruido negro aún se ajusta a las estructuras raciales estadounidenses. Radano declara que "en lugar de radicalizar los binarios estables de raza, el ruido los invierte; transforma anteriores signos de maestría musical europea — armonía, melodía, canción — en todo lo que es bitchin' (quejarse), kickin' (patear), y negro".
El grupo de hip hop Public Enemy en particular, ha sido notado por su uso del ruido en la música. El segundo álbum del grupo,  It Takes a Nation of Millions to Hold Us Back, fue respaldado por el equipo de producción The Bomb Squad, quien ayudó a elaborar el ruido anti-armónico, anárquico y en capas del álbum. Michael Eric Dyson describe al álbum como una "poderosa mezcla de música, beats, gritos, ruido, y ritmos de las calles", y lo considera un ejemplo del resurgimiento del pensamiento negro radical y nacionalista. Chuck D, miembro de Public Enemy, reconoce que el uso del ruido por parte del grupo fue un intento de difuminar los límites entre la música popular y el ruido de la vida diaria, una decisión que, dice el escritor Jason W. Buel, "corrió directamente en contra de los valores de la música comercial del momento". Explica que sin "duda alguna" este uso intencional del ruido influenció no sólo la siguiente década del hip hop, sino también del rock. Más aún, nota Buel, la incorporación de ruido sirvió como una función política, elevando lo ordinario y sugiriendo, por lo tanto, que la gente común y ordinaria debe considerarse a sí misma en pie de igualdad con sus líderes políticos y culturales.

## Ruido como un tipo de música

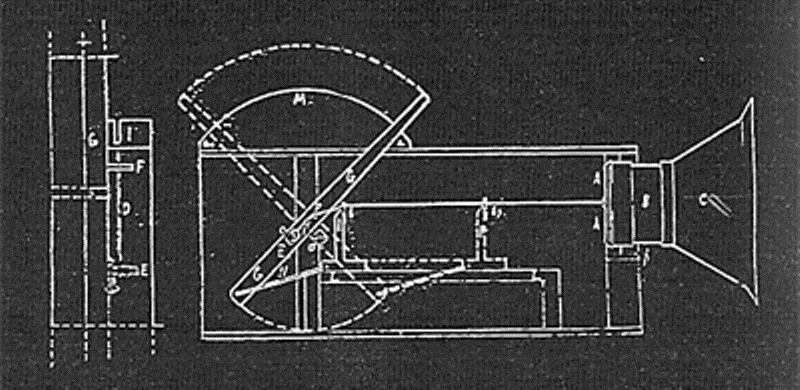
Dibujo de construcción de uno de los intonarumori de Russolo.

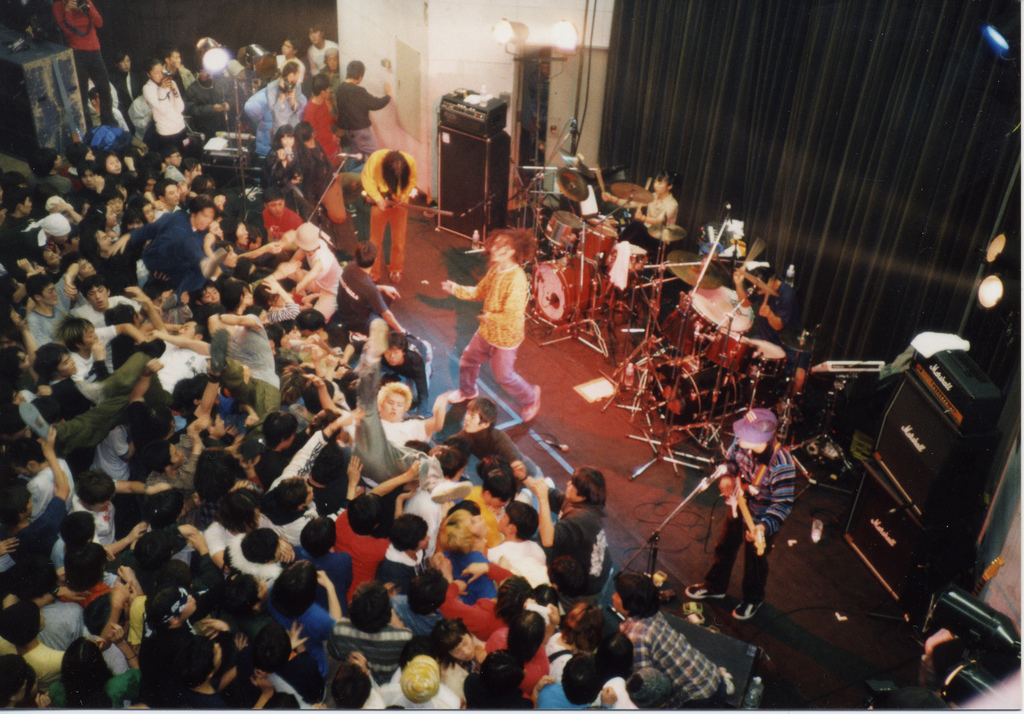
The Boredoms, banda de Japanoise.

La Música Noise (también referido simplemente como noise) ha sido representada por muchos géneros durante el siglo XX y subsecuentes años. Algunos de sus proponentes rechazan el intento de clasificarlo como uno sólo género, prefiriendo llamar al noise music como un no-género, una estética, o colección de géneros. Incluso entre aquellos que lo consideran un género, su enfoque es poco claro. Algunos comentadores usan el término "noise music" (o "noise") para referirse específicamente al noise music japonés, mientras que otros en lugar de ello usan el término "Japanoise".
Mientras que actualmente el noise music es a menudo asociado con volumen y distorsión extremos y producido por la amplificación electrónica, la tradición data desde el futurista Luigi Russolo, quien rechazó la melodía y construyó instrumentos originales conocidos como intonarumori y ensambló una "orquesta de ruido" (noise orchestra) en 1917. No fue bien recibida. En su manifiesto de 1913, El arte de los ruidos, observa:
Al principio, el arte de la música buscó pureza, limpidez y dulzura de sonido. Entonces, diferentes sonidos fueron amalgamados, sin embargo, se tuvo cuidado en acariciar al oído con armonías gentiles. La música actual, al volverse continuamente más complicada, se esfuerza en amalgamar los más disonantes, extraños y ásperos sonidos. De esta manera, nos encontramos más cerca que nunca del ruido-sonido.

### Algunos tipos de noise music
- Noise music, abandonando melodía, armonía, y a veces incluso pulso y ritmo
- Música industrial (década de 1970)
- Noise rock y noise pop (década de 1980)
- Japanoise (finales de la década de 1970 - presente)
- Glitch (década de 1990)

## Reducción de ruido

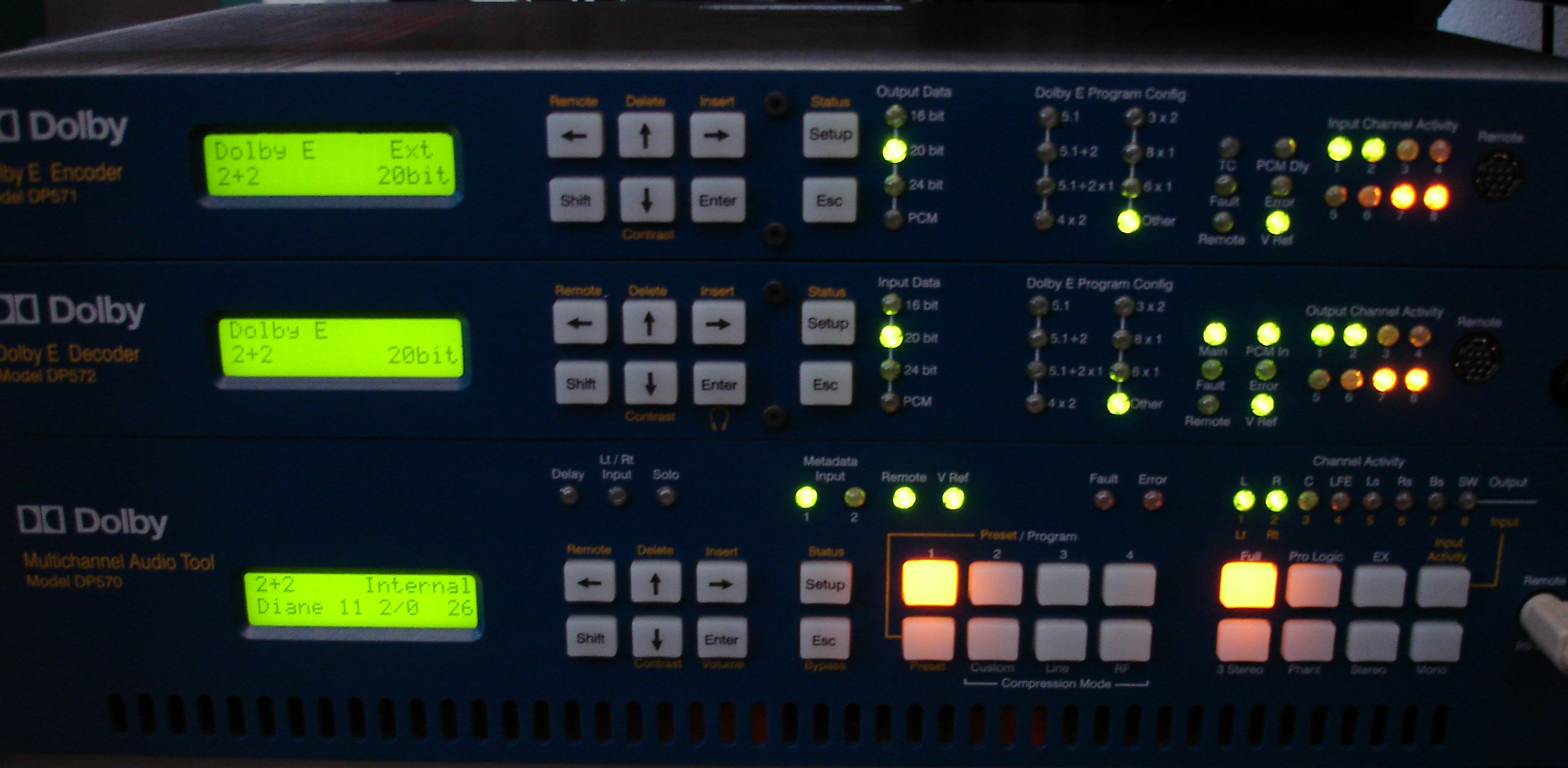
Hardware de sistema de reducción de ruidos Dolby.

A menudo, los músicos están preocupados no por producir ruido, sino por minimizarlo. La reducción de ruido es una preocupación particular en la grabación de sonido. Esto es logrado a través de varias técnicas, incluyendo el uso de componentes de bajo ruido y tecnologías patentadas de reducción de ruido como el Dolby.
En sistemas de refuerzo de sonido musical tanto en grabaciones como en vivo, la clave para la minimización de ruido es el headroom (la cantidad en que las capacidades de manejo de señales de un sistema de audio superan el nivel designado como Nivel Máximo Permitido o PML por sus siglas en inglés). El headroom puede ser usado tanto para la distorsión y la retroalimentación de audio al mantener los niveles de señal abajo, o para reducir la interferencia tanto de fuentes externas como del ruido de Johnson-Nyquist producido en el equipo, al mantener altos los niveles de señal. La mayoría de las tecnologías patentadas de reducción de ruido introducen bajos niveles de distorsión. La minimización del ruido por lo tanto se vuelve un compromiso entre interferencia y distorsión, en música tanto grabada como en vivo, y entre interferencia y feedback en amplificación en vivo. El trabajo de Bart Kosko y Sanya Mitaim también ha demostrado que la resonancia estocástica puede ser usada como técnica de minimización de ruido y mejoramiento de señal en sistemas dinámicos no lineares, pues la adición de ruido a una señal puede mejorar la proporción señal-a-ruido.
El ruido creado por los teléfonos móviles se ha vuelto una preocupación particular en presentaciones en vivo, particularmente en aquellas que son grabadas. En un notable incidente, el maestro Alan Gilbert detuvo a la Orquesta Filarmónica de Nueva York en un concierto de la Sinfonía No. 9 de Gustav Mahler hasta que el iPhone de un miembro de la audiencia fue silenciado.

## El ruido como volumen excesivo

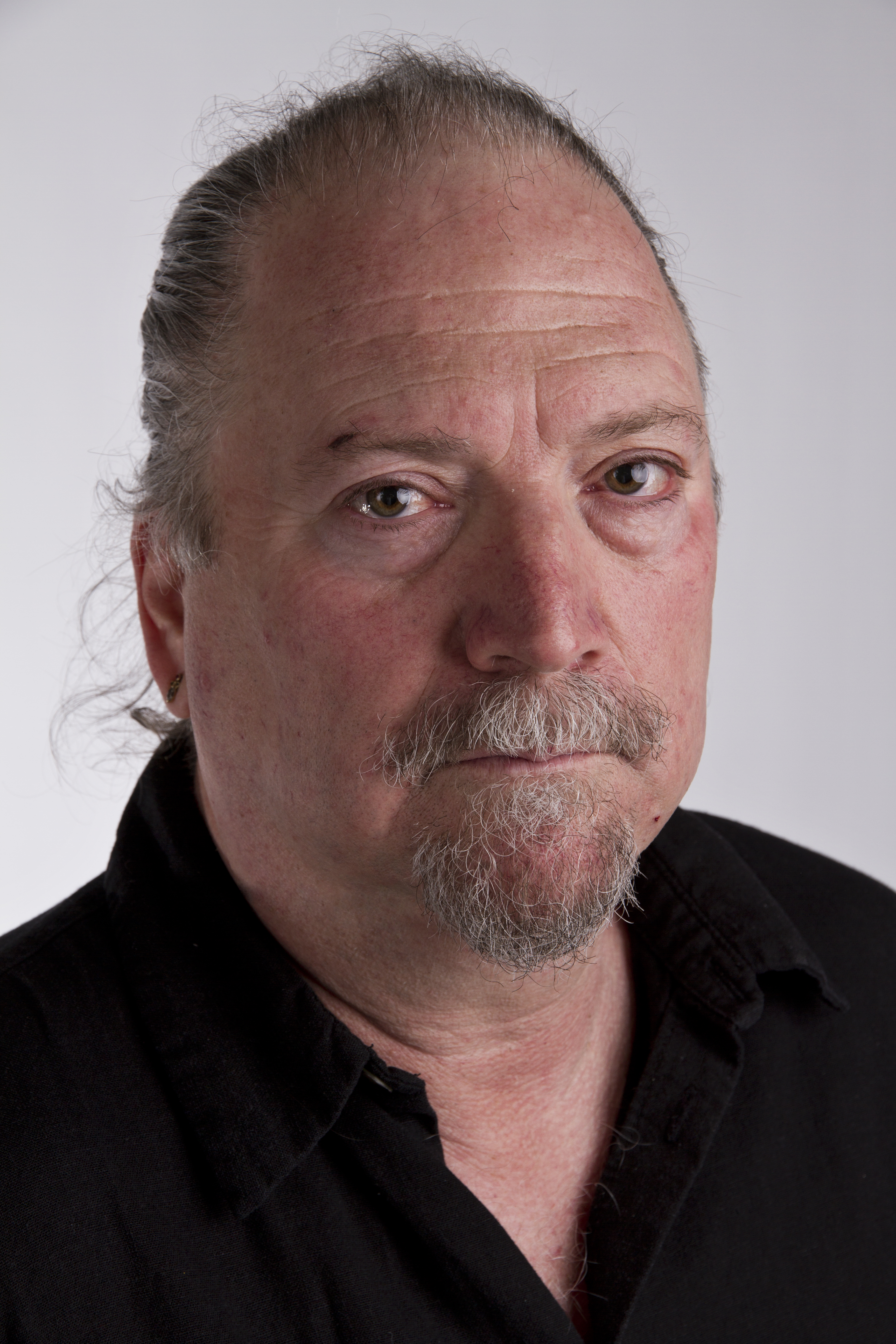
Dror Feiler, a cuya composición Halat Hisar le fue cancelado su estreno por la Orquesta Sinfónica de la Radio de Baviera después de que muchos músicos declararan que era demasiado ruidosa para interpretarla.

La música tocada a un volumen excesivo a menudo es considerada una forma de contaminación acústica. Gobiernos como el del Reino Unido tienen procedimientos locales para lidiar con la contaminación acústica, incluyendo la música estridente.
El ruido como volumen alto es común para músicos que tocan en conjuntos que van desde orquestas clásicas hasta grupos de rock, pues están expuestos a altos rangos de decibelios. Aunque algunos músicos de rock experimentan pérdida de la audición inducida por el ruido de su música, aún se debate si los músicos clásicos son expuestos a sonido de suficiente intensidad para causar sordera. No obstante, Trygve Nordwall, gerente de la Orquesta Sinfónica de la Radio de Baviera, en 2008 invocó nuevas reglas de la Unión Europea que prohíben más de 85 decibelios en el lugar de trabajo, como una razón para detener el estreno mundial de la composición de Dror Feiler, Halat Hisar (Estado de Cerco) porque era "adversa para la salud" de los músicos. La pieza de 20 minutos comienza con la explosión del fuego de una ametralladora, y se vuelve más estridente después. Medidas tomadas durante ensayos llegaron a al menos 130 decibelios, y algunos miembros de la orquesta reportaron haber sufrido dolores de cabeza y tinnitus permanente después de tres horas de ensayo. Se les sugirió usar tapones en los oídos, pero objetaron que no podían escuchar a sus compañeros y el compositor también rechazó la idea, añadiendo que su composición no era "más ruidosa que cualquier composición de Shostakóvich o Wagner".
La pérdida de la audición inducida por el ruido aún es un tópico polémico para investigadores de la audición. Mientras que algunos estudios han mostrado que el riesgo de la pérdida de la audición incrementa cuando se aumenta la exposición a la música, otros estudios encuentran poca o ninguna correlación entre los dos.
Muchas bandas, principalmente en el género de rock, usan volúmenes excesivos intencionalmente. Varias bandas han marcado récords como la banda más ruidosa del mundo, con Deep Purple, The Who, y Manowar habiendo recibido registros en El libro Guinness de los récords. Otros candidatos al título son Motörhead, Led Zeppelin, Blue Cheer, Gallows, la banda eléctrica de soporte de 1965 de Bob Dylan, Grand Funk Railroad, Canned Heat, y el en gran parte ficticio grupo de parodia Spinal Tap. La banda My Bloody Valentine es conocida por su "legendario alto" volumen en conciertos, y dice que el grupo Sunn O))) los supera. Los niveles de sonido en los conciertos de Sunn O))) son intencionalmente ruidosos, caracterizándose por tener efectos físicos en su audiencia.

### Ruido en general
- Ruido (desambiguación) para una lista de artículos relacionados con ruido.
- Ruido (comunicación)

### Relacionando ruido con música
- Eufonía, la estética del sonido, y particularmente lo que se entiende por cacofonía.
- Inarmonía, uno de los factores causantes de que un sonido sea percibido como indeterminado.

### Temas relacionados
- Free jazz

### Tipos de música relacionados
- Categoría:Noise para una lista automática de artículos relacionados con noise como un tipo de música.

## Lectura posterior

### Percepción y uso del ruido en la música
- Beament, James. 2001. How We Hear Music: The Relationship Between Music and the Hearing Mechanism. Suffolk: Boydell & Brewer. ISBN 978-0-8511-5940-9.
- Demers, Joanna. 2010. Listening through the Noise: The Aesthetics of Experimental Electronic Music. Oxford: Oxford University Press. ISBN 978-0-1997-7448-7.
- Kahn, Douglas. 1999. Noise, Water, Meat: A History of Sound in the Arts. Cambridge, Massachusetts: MIT Press. ISBN 978-0-2621-1243-7.
- Moravcsik, Michael J. 2001. Musical Sound: An Introduction to the Physics of Music. New York: Springer Science+Business Media. ISBN 978-0-3064-6710-3.
- Priest, Gail. 2009. Experimental Music: Audio Explorations in Australia. Kensington, New South Wales: University of New South Wales Press. ISBN 978-1-9214-1007-9.
- Rodgers, Tara, editor. 2010. Pink Noises: Women on Electronic Music and Sound. Durham, North Carolina: Duke University Press. ISBN 978-0-8223-9415-0.
- Voegelin, Salome. 2010. Listening to Noise and Silence: Towards a Philosophy of Sound Art. London: Bloomsbury Publishing. 978-1-4411-6207-6.
- Waksman, Steve. 1999. Instruments of Desire: The Electric Guitar and the Shaping of Musical Experience. Cambridge, Massachusetts: Harvard University Press. ISBN 978-0-6740-0547-1.
- Washburne, Christopher, Maiken Derno. 2004. Bad Music: The Music We Love to Hate. New York: Routledge. ISBN 978-0-4159-4365-9.

### Reducción de ruido
- Collins, Mike. 2004. Pro Tools for Music Production: Recording, Editing and Mixing. Waltham, Massachusetts: Focal Press. ISBN 978-0-2405-1943-2.
- Hurtig, Brent. 1988. Multi-Track Recording for Musicians. Van Nuys: Alfred Music. ISBN 978-1-4574-2484-7.
- Ingard, Uno. 2010. Noise Reduction Analysis. Burlington, Massachusetts: Jones & Bartlett Learning. ISBN 978-1-9340-1531-5.
- Snoman, Rick. 2012. The Dance Music Manual: Tools, Toys and Techniques. Waltham, Massachusetts: Focal Press. ISBN 978-1-1361-1557-8.
- Vaseghi, Saeed. 2008. Advanced Digital Signal Processing and Noise Reduction. Hoboken: John Wiley & Sons. ISBN 978-0-4707-4016-3.

- Datos: Q7047718